# Sony Ericsson K800i
Sony Ericsson K800i為索尼爱立信於2006年7月推出的首部Cyber-Shot3G手提電話。此外更備有320萬像素自動對焦相機功能。中国大陆版本为K790c。

## 外型
K800i的尺寸為105x47x22mm，SIZE比起2G機K750i的（100x46x20.5mm）沒有太大的分別。由於背部的相機鏡頭保護蓋是突出的，所以手機不能完全平放於桌面上。鍵盤的設計與K750i的近似，方正而整齊。相機鏡頭保護蓋採用推蓋的設計，推開機蓋即可進入相機模式。

## 音樂／鈴聲播放
聽歌方面，K800i支援WMA、MP3、AAC、AAC+及eAAC+的音樂檔案，但由於K800i並非主打Walkman音樂手機，跟機只附送HPM-62耳機（即與K750i跟機附送的耳機一樣），認為低音的效果比預期的差，建議玩家可自行購買其他系列耳機
雖然 K800i 並不支援 Mega Bass，但仍然設置有EQ等化器，於多媒體播放器內的目錄點播聽歌亦是十分簡單。 同時 K800i 亦支援飛行模式，即不須啟動手機通話功能，仍可開啟音樂播放器。另外，K800i 亦支援 Stereo RDS FM 收音機功能。
支援72和弦鈴聲的K800i，於鈴聲表現方面聲音還是非常小，比起聲音較大的K750i、W800、W900i、W550i來說，K800i的聲音大小還相差得遠。

## 拍攝功能
使用Sony的Cyber-shot品牌為賣點的K800i擁有320萬像素CMOS感光元件，同樣使用了Sony數碼相機的介面，率先採用先進的BestPic拍攝功能，內置氙氣閃光燈及具備防震功能。K800i亦支援自動對焦、微距拍攝、防紅眼功能及16倍數碼變焦。
採用了最新BestPic技術的K800i，用家只須按下快門，手機便會連續拍下9張相片，讓您挑選最滿意的影像作儲存。配合K800i的內置64MB記憶體及外加M2記憶卡（容量高達8GB），相片儲存方面毫無問題。
K800i亦支援PictBridge列印標準，只需透過USB接線將手機直接支援PictBridge列印標準的相片打印機，毋須經過電腦處理，便可即時將手機內的數碼影像列印成相片。

## 特殊技術
- BestPic（Sony Ericsson的專利影像技術）
- 內建320萬畫素自動對焦相機
- 內建氙氣閃光燈
- 支援動態與靜態影像防手震功能
- VGA 攝影鏡頭可進行影像電話
- 音樂播放程式（支援MP3、AAC、AAC+、eAAC+）
- 相片部落格
- 自動防紅眼功能
- 內建動態錄影／播放
- 支援藍芽、紅外線、USB傳輸
- RDS FM收音機
- 可擴充Memory Stick Micro記憶卡
- 飛航模式